# Albert Grisar
Albert Jean Martin Grisar (ur. 26 września 1870 w Antwerpii, zm. 15 października 1930 tamże) – belgijski żeglarz, olimpijczyk, zdobywca brązowego medalu w regatach na letnich igrzyskach olimpijskich w 1920 roku w Antwerpii.
Na Letnich Igrzyskach Olimpijskich 1920 zdobył brąz w żeglarskiej klasie 8 metrów (formuła 1919). Załogę jachtu Antwerpia V tworzyli również Henri Weewauters, Willy de l’Arbre, Georges Hellebuyck i Léopold Standaert.
Kuzyn Alfreda, reprezentanta Belgii w polo na LIO 1920.